# Бродович, Иосиф Александрович
Иосиф Александрович  Бродо́вич (1871, Волынская губерния — после 1917?) — русский православный богослов, библеист.

## Биография
Родился в 29 марта 1871 года[по какому календарю?] в селе Карповцы Житомирского уезда Волынской губернии. Его отец, Александр Павлович, был сначала учителем Дерманского духовного училища, затем священником в селе Онишковцы, и потом — Карповцы. Александр Павлович вместе с братьями Симеоном и Стахием в 1843 году был признан в дворянском достоинстве по владению землёй возле Луцкого замка, пожалованной в 1535 году грамотой польского короля Сигизмунда I.
В 1884—1887 годах учился в Житомирском духовном училище, в 1887—1893 годах — в Волынской духовной семинарии, в 1893—1897 годах Киевскую духовную академию вторым кандидатом богословия (магистрантом). Его кандидатское сочинение «Книга пророка Осии» было признано рецензентами (проф. А. А. Олесницким и В. П. Рыбинским) весьма удовлетворительным и рекомендовано к переработке в магистерскую диссертацию. Оставленный профессорским стипендиатом, он был назначен исполняющим должность доцента по кафедре общей церковной истории. В 1899 году стал помощником заведующего церковно-археологическим музеем при Академии.
Под руководством профессора кафедры общей истории архимандрита Димитрия (Ковальницкого) Бродович подготовил и в 1900 году защитил магистерскую диссертацию «Книга пророка Осии. Введение и экзегезис» (Киев, 1901. — XLV+476 с.). За это сочинение он был награждён Макарьевской премией. В ноябре 1901 года был утверждён в степени магистра богословия, а в декабре утверждён в должности доцента.
Летом 1902, а затем — 1906 года, он слушал за границей лекции профессоров Гарнака, Мюллера, Пфлейдерера.
В 1903 году занял должность экстраординарного профессора по кафедре истории церкви в Харьковском университете.
Магистерское сочинение Бродовича стало первым и единственным комментарием на русском языке библейской Книги пророка Осии. В противовес западным комментаторам он отстаивал её подлинность, показав несостоятельность мнений о её принадлежности разным авторам и наличии многочисленных интерполяций.
Бродович был также автором статей, в числе которых:
- «30-летие Церковно-археологического музея при Киевской духовной академии» (Киев, 1903);
- Североамериканская епископская церковь // Харьковские губернские ведомости. — 1903. — № 265
- Христианство в Японии // Мирный труд. — 1904. — Кн. 10.
- Памяти профессора А. П. Лопухина // Мирный труд. — 1904
- Профессор прот. Т. И. Буткевич: К 25-летнему юбилею // Южный край. — 1905. — № 8411;
- Палестинское Православное Общество (по поводу 25-летия его деятельности) // Южный край. — 1907. — № 7. — С. 35—49;
- Харьковский коллегиум (Православная богословская энциклопедия. Т. XII. — 1911.

Им также был в разные годы составлен и напечатан целый ряд рецензий, а также отзывов о курсовых сочинениях студентов Киевской духовной академии и медальных студентов Харьковского университета.